# Fermione semi-Dirac
Nella fisica della materia condensata, i fermioni semi-Dirac sono una classe di quasiparticelle fermioniche che presentano l'insolita proprietà che la loro relazione di dispersione energetica cambia da quadratica a lineare in funzione della loro direzione di moto. Le loro proprietà teoriche sono state studiate da tempo.
La loro prima osservazione in un solido è avvenuta con la spettroscopia magneto-ottica nel solfuro di zirconio e silicio (ZrSiS), un semimetallo topologico portato alla temperatura estrema di -269 gradi Celsius, ed è stata pubblicata nel 2024. Il solfuro di zirconio e silicio è un semimetallo di Dirac a strati cristallini composto da zirconio, silicio e zolfo. I suoi cristalli sono costituiti da piani di cinque strati con un singolo atomo di ciascun elemento, disposti secondo la sequenza S-Zr-Si-Zr-S e con i piani dei singoli elementi collegati ai loro vicini da forze di van der Waals.